# Sosippus floridanus
Sosippus floridanus là một loài nhện trong họ Lycosidae.